# Крутий узвіз, 3
Будинок Городецького — історична будівля, колишній житловий будинок, розташований на Крутому узвозі, що у Києві. Одним із його власників був видатний київський архітектор Владислав Городецький.

## Історія ділянки

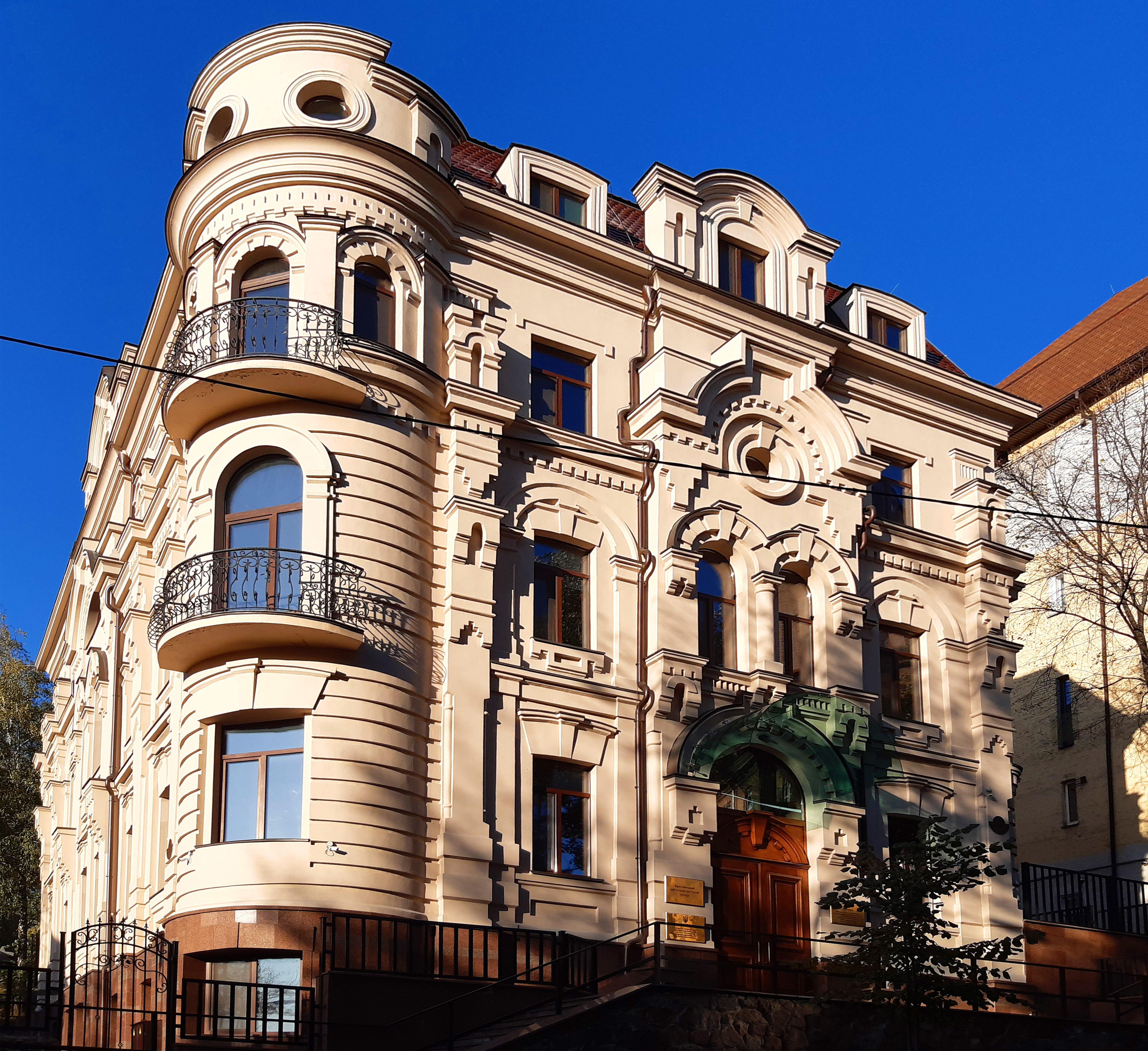
Наріжна частина

У другій половині ХІХ сторіччя садиба на Крутому узвозі була у власності дворянина Ленуара. Близько 1889 року власницею стала Катерина Олександрівна Магеровська. Станом на 1916 рік будинком володіли, імовірно, її доньки Ольга Василівна Магеровська й Надія Василівна Малюга, а також архітектор Владислав Городецький. Сам архітектор на той час мешкав на Липській вулиці, 11.
Цегляний будинок звели на початку ХХ сторіччя. Окрім нього на території садиби був флігель (№ 3-А), який не зберігся.
Близько 1922 року радянська влада націоналізувала будинок.
У 2011—2013 роках будівля перебувала у занедбаному стані. Після капітального ремонту тут розмістилась приватна клініка.

## Колекція картин Репніна

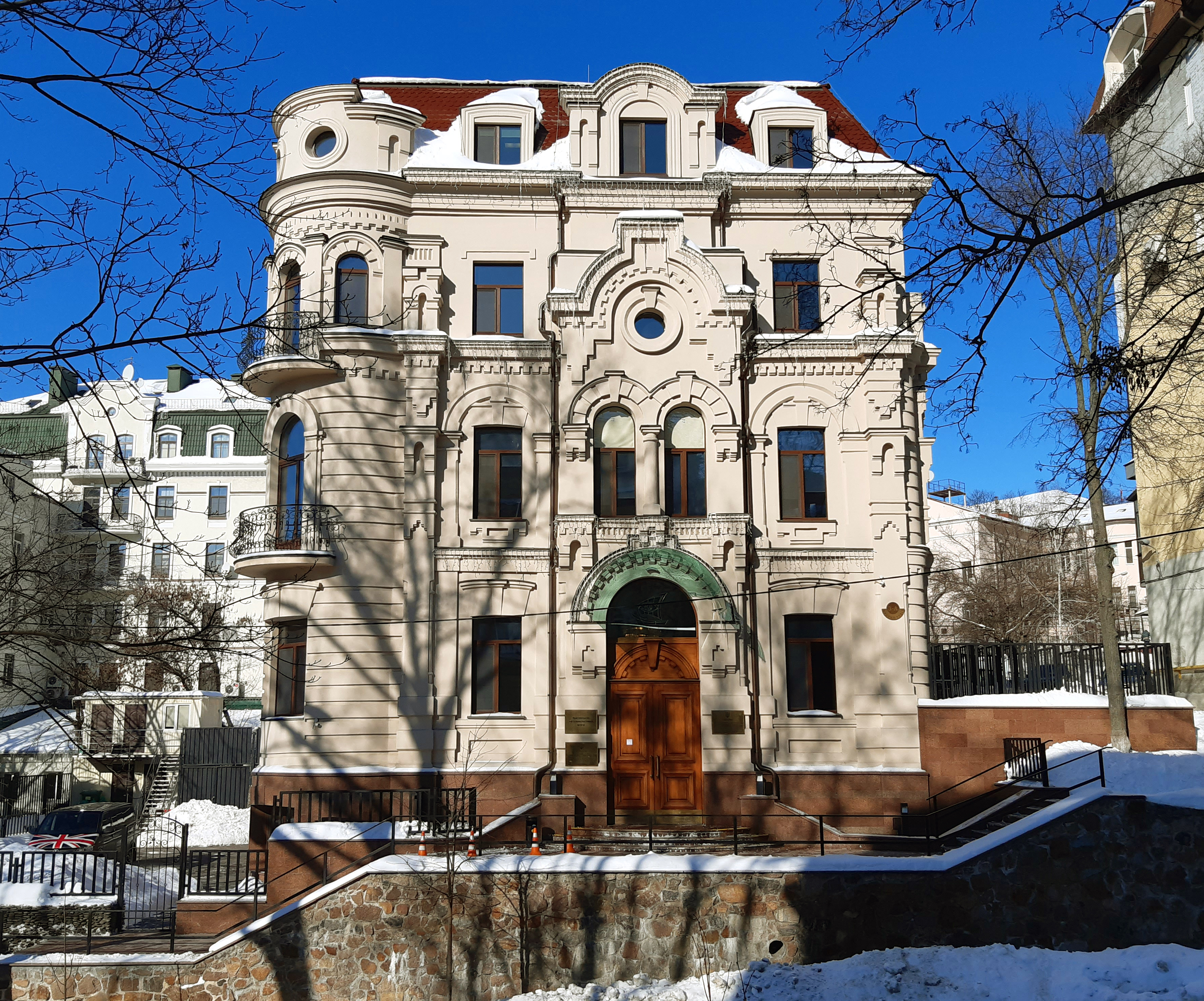
Фасад

У Києві, на Хрещатику, мешкав маршалок київського дворянства, князь Микола Васильович Рєпнін (1834—1918). У своєму яготинському палаці він мав картинну галерею, яка була частиною художньої колекції гетьмана Кирила Розумовського. Вона включала портрети, пейзажі, натюрморти, баталії, релігійні та жанрові сцени.
У революційні роки Репнін прагнув врятувати від погрому маєток. Його побоювання були небезпідставні. Згодом революціонери таки підпалили палац, від якого зберігся лише правий ризаліт, у якому згодом розмістилась Яготинська картинна галерея. Колишній маршалок попросив гувернантку своєї родини, іноземку Кору Фальчионі вивезти звідти до Києва 82 картини французьких, італійських та інших художників. Завчасно евакуювати художні твори жінці допомогли німецькі офіцери, які відступали на захід. Однак 1 червня 1918 року Репнін помер.
Твори опинились у квартирі на Крутому узвозі, яку вийняла Фальчионі, під опікою сестер милосердя Чичеріної. У музейному описі зазначено, що картини містилися у флігелі (№ 4-А), розташованому на території садиби (№ 4). Однак, на думку краєзнавця Михайла Кальницького, гувернантка мешкала радше не в панському особняку, а в багатоквартирному будинку (№ 3-А) навпроти.
1919 року революційно налаштований домовий комітет ухвалив рішення вилучити колекцію для «отопительных нужд». Картини від вогню врятував інспектор відділу охорони культурної спадщини Федір Ернст. У своєму щоденнику він занотував, що оглянуті 7 червня полотна були без рам у дуже незадовільному стані. 16 червня колекцію перевезли на возах до Музею Ханенків.
Документ про передачу збірки музею Кора Фальчионі віддала нащадкам Репніна вже в еміграції. Саму ж колекцію комуністи розпорошили між різними музеями, а частину мистецьких творів продали разом із диптихом «Адам і Єва» Лукаса Кранаха Старшого на аукціонах після 1929 року.